# Chủ nhiệm Tổng cục chính trị Quân đội nhân dân Việt Nam
Chủ nhiệm Tổng cục Chính trị Quân đội nhân dân Việt Nam là một chức vụ cao cấp trong Quân đội nhân dân Việt Nam và trong Đảng cộng sản Việt Nam, đứng đầu Tổng cục Chính trị của Quân đội, có chức trách trực tiếp quản lý điều hành mọi hoạt động của Tổng cục, chỉ đạo cơ quan chính trị cấp dưới, đảm nhiệm công tác Đảng, công tác chính trị trong toàn quân.
Trên thực tế, trong tổ chức Quân đội nhân dân Việt Nam, chức vụ Chủ nhiệm Tổng cục Chính trị là chức vụ cao cấp trên cả Tổng tham mưu trưởng và Thứ trưởng. Toàn bộ các đời Chủ nhiệm Tổng cục chính trị đều là các thành viên của Bộ Chính trị, hoặc Ban Bí thư Trung ương, phản ánh chính sách lãnh đạo của Đảng Cộng sản Việt Nam.

## Bổ nhiệm, miễn nhiệm, cách chức, quân hàm
Tại Điều 25 Luật Sĩ quan Quân đội nhân dân Việt Nam sửa đổi, bổ sung năm 2014 Chủ tịch nước bổ nhiệm, miễn nhiệm, cách chức Tổng Tham mưu trưởng, Chủ nhiệm Tổng cục Chính trị;
Cũng theo luật này tại Điều 15 thì chức vụ Chủ nhiệm Tổng cục Chính trị có cấp bậc quân hàm cao nhất là Đại tướng.

## Tiêu chuẩn chức vụ

### Nội bộ Đảng Cộng sản Việt Nam
Theo Quy định số 89–QĐ/TW ngày 19 tháng 12 năm 2017 của Ban Chấp hành Trung ương Đảng, tại Phụ lục 1, Mục I, Tiểu mục 3 và tại Điều 4, Điều 13 thì chức vụ Chủ nhiệm Tổng cục Chính trị có thời hạn giữ chức vụ là 5 năm và thuộc diện thẩm quyền Bộ Chính trị quản lý, đánh giá, bố trí, giới thiệu ứng cử, chỉ định; quy hoạch, đào tạo, bồi dưỡng; điều động, luân chuyển, bổ nhiệm, miễn nhiệm, cho thôi giữ chức, đình chỉ chức vụ; khen thưởng, kỷ luật.
Người giữ chức vụ Chủ nhiệm Tổng cục Chính trị thường giữ các chức vụ trong Đảng là Bí thư Trung ương Đảng, Ủy viên Trung ương Đảng, Ủy viên Thường vụ Quân ủy Trung ương.
Theo Quy định số 89–QĐ/TW ngày 4 tháng 8 năm 2017 và Quy định số 90–QĐ/TW ngày 4 tháng 8 năm 2017 của Ban Chấp hành Trung ương Đảng thì tiêu chuẩn chung của chức danh Chủ nhiệm Tổng cục Chính trị bao gồmː
1. Về chính trị tư tưởngː Trung thành với Tổ quốc, Đảng, Nhà nước. Lập trường bản lĩnh chính trị vững vàng.[5]
2. Về đạo đức, lối sốngː Mẫu mực, trung thực, khiêm tốn, chân thành, cần, kiệm, liêm chính, chí công vô tư.[5]
3. Về trình độː Tốt nghiệp đại học trở lên.[5]
4. Về năng lực và uy tínː Có tư duy đổi mới, tầm nhìn chiến lược; phương pháp làm việc khoa học; nhạy bén chính trị; có năng lực cụ thể hóa và lãnh đạo, chỉ đạo, tổ chức thực hiện có hiệu quả. Là hạt nhân quy tụ được cán bộ, đảng viên, quần chúng nhân dân tin tưởng, tín nhiệm cao.[5]
5. Sức khỏe, độ tuổi và kinh nghiệmː Đủ sức khỏe, đã kinh qua và hoàn thành tốt chức trách, nhiệm vụ của chức danh lãnh đạo, quản lý chủ chốt cấp dưới trực tiếp ở đây; có nhiều kinh nghiệm thực tiễn.[5]

Theo Nghị quyết số 26–NQ/TW ngày 19/5/2018 tại phần III, mục 2 có quy định cán bộ lãnh đạo chủ chốt cấp trên phải kinh qua vị trí chủ chốt cấp dưới, trường hợp đặc biệt do cấp có thẩm quyền xem xét, quyết định.

## Nhiệm vụ
Theo Quy định 61–QĐ/TW ngày 29 tháng 12 năm 2016 về tổ chức cơ quan chính trị trong Quân đội nhân dân Việt Nam thì nhiệm vụ của Chủ nhiệm Tổng cục Chính trị như sauː
- Chỉ đạo, hướng dẫn, kiểm tra công tác tuyên huấn trong Quân đội, Dân quân tự vệ và Ban Cơ yếu Chính phủ[1]
- Chỉ đạo, hướng dẫn công tác tổ chức xây dựng Đảng trong Đảng bộ Quân đội; đồng thời chỉ đạo cấp ủy, cơ quan chính trị các quân khu và Bộ đội Biên phòng phối hợp với cấp ủy địa phương để chỉ đạo, hướng dẫn công tác tổ chức xây dựng Đảng trong đảng bộ quân sự địa phương và trong đảng bộ bộ đội biên phòng tỉnh, thành phố, giữ vững và tăng cường sự lãnh đạo tuyệt đối, trực tiếp về mọi mặt của Đảng đối với Quân đội[1]
- Quán triệt đường lối, quan điểm, nguyên tắc, chính sách của Đảng về công tác cán bộ. Đề xuất với Quân ủy Trung ương về chủ trương, quy hoạch, kế hoạch đào tạo, bồi dưỡng, sử dụng, quản lý và thực hiện chính sách cán bộ theo phân cấp[1]
- Chỉ đạo, hướng dẫn công tác Bảo vệ – An ninh, giáo dục cán bộ, chiến sĩ, quân nhân chuyên nghiệp, công nhân và viên chức quốc phòng[1]
- Chỉ đạo, hướng dẫn công tác Dân vận[1]
- Phối hợp với các cơ quan chức năng trong và ngoài Quân đội nghiên cứu, đề xuất với Đảng và Nhà nước ban hành các chính sách đối với Quân đội nhân dân, Dân quân tự vệ, lực lượng cơ yếu, hậu phương quân đội; chỉ đạo, hướng dẫn, kiểm tra việc quán triệt thực hiện các chính sách đó trong toàn quân[1]
- Chỉ đạo, hướng dẫn xây dựng, củng cố tổ chức và hoạt động của Đoàn Thanh niên Cộng sản Hồ Chí Minh, Công đoàn, Hội phụ nữ và Hội đồng quân nhân ở cơ sở[1]
- Chỉ đạo, hướng dẫn, kiểm tra công tác đảng, công tác chính trị trong các nhiệm vụ, trọng tâm là: sẵn sàng chiến đấu, chiến đấu, huấn luyện, xây dựng chính quy, rèn luyện kỷ luật, quản lý, sử dụng vũ khí, trang bị kỹ thuật, phòng, chống thiên tai, thảm họa, cứu hộ, cứu nạn, công tác quân sự, quốc phòng địa phương[1]
- Chỉ đạo và tham gia nghiên cứu lý luận, tổng kết thực tiễn công tác đảng, công tác chính trị trong Quân đội nhân dân, Dân quân tự vệ, Ban Cơ yếu Chính phủ. Nghiên cứu phát triển khoa học xã hội nhân văn quân sự, tham gia nghiên cứu khoa học nghệ thuật quân sự Việt Nam; biên soạn các điều lệ, quy định về công tác đảng, công tác chính trị[1]
- Chỉ đạo, hướng dẫn xây dựng cơ quan chính trị các cấp vững mạnh toàn diện.[1]

## Chủ nhiệm Tổng cục Chính trị qua các thời kỳ
| STT | Họ tên           | Ảnh | Năm sinh – Năm mất | Thời gian tại chức | Cấp bậc tại nhiệm | Chức vụ trước đó                 | Chức vụ cao nhất |
| --- | ---------------- | --- | ------------------ | ------------------ | ----------------- | -------------------------------- | --- |
| 1   | Nguyễn Chí Thanh |     | 1914 – 1967        | 1950–1961          | Đại tướng         |                                  | - Ủy viên Bộ Chính trị (1951–1967) - Bí thư Trung ương Cục miền Nam (1964–1967) - Chính ủy Quân Giải phóng miền Nam (1964–1967) |
| 2   | Song Hào         |     | 1917 – 2004        | 1961–1976          | Thượng tướng      | Phó Chủ nhiệm Tổng cục Chính trị | - Bí thư Trung ương Đảng (1976–1982) - Bộ trưởng Bộ Thương binh và Xã hội (1982–1987)                                           |
| 3   | Chu Huy Mân      |     | 1913 – 2006        | 1977–1987          | Đại tướng         | Tư lệnh Quân khu 5               | - Ủy viên Bộ Chính trị (1976–1986) - Phó Chủ tịch Hội đồng Nhà nước (1981–1986)                                                 |
| 4   | Nguyễn Quyết     |     | 1922 – 2024        | 1987–1991          | Đại tướng         | Tư lệnh Quân khu 3               | - Bí thư Trung ương Đảng (1986–1991) - Phó Chủ tịch Hội đồng Nhà nước (1987–1992)                                               |
| 5   | Lê Khả Phiêu     |     | 1931 – 2020        | 1991–1998          | Thượng tướng      | Phó Chủ nhiệm Tổng cục Chính trị | - Tổng Bí thư Ban Chấp hành Trung ương Đảng (1997–2001) - Thường trực Bộ Chính trị (1996–1997)                                  |
| 6   | Phạm Thanh Ngân  |     | 1939 –             | 1998–2001          | Thượng tướng      | Phó Chủ nhiệm Tổng cục Chính trị | - Ủy viên Bộ Chính trị (1996–2001) - Anh hùng Lực lượng vũ trang nhân dân (1969)                                                |
| 7   | Lê Văn Dũng      |     | 1945 –             | 2001–2011          | Đại tướng         | Tổng tham mưu trưởng (1998–2001) | - Bí thư Trung ương Đảng (2001–2011)                                                                                            |
| 8   | Ngô Xuân Lịch    |     | 1954 –             | 2011–2016          | Đại tướng         | Phó Chủ nhiệm Tổng cục Chính trị | - Ủy viên Bộ Chính trị (2016–2021) - Bộ trưởng Bộ Quốc phòng (2016–2021)                                                        |
| 9   | Lương Cường      |     | 1957 –             | 2016– 2024         | Đại tướng         | Phó Chủ nhiệm Tổng cục Chính trị | - Thường trực Ban Bí thư (5/2024 - 10/2024) - Chủ tịch nước (10/2024 - nay) - Ủy viên Bộ Chính trị (2021–nay)                   |
| 10  | Trịnh Văn Quyết  |     | 1966 –             | 2024 –             | Đại tướng         | Phó Chủ nhiệm Tổng cục Chính trị | - Bí thư Trung ương Đảng (2024–nay)                                                                                             |